# Доній Велемерич
45°23′ пн. ш. 15°35′ сх. д. / 45.39° пн. ш. 15.58° сх. д.
Доній Велемерич (хорв. Donji Velemerić) — населений пункт у Хорватії, у Карловацькій жупанії у складі громади Барилович.

## Населення
Населення за даними перепису 2011 року становило 155 осіб.
Динаміка чисельності населення поселення: